# Biểu tình Gruzia 2023
Biểu tình Gruzia 2023-2024 (tiếng Gruzia: საქართველოს საპროტესტო გამოსვლები) là một loạt các cuộc biểu tình diễn ra trên khắp Gruzia từ tháng 3, 2023. Nhằm phản đối sự ủng hộ của quốc hội đối với một dự luật đặc vụ nước ngoài. Dự luật đã gây tranh cãi vì nó sẽ phân loại các tổ chức phi chính phủ và truyền thông nhận hơn 20% tài trợ từ nước ngoài vào nhóm quản lý theo diện đặc vụ nước ngoài. Đây là khái niệm để chỉ các cá nhân hoặc tổ chức tích cực thúc đẩy lợi ích của một quốc gia nước ngoài trong khi đang ở nước sở tại. Chủ tịch đảng Giấc mơ Gruzia Irakli Kobakhidze nói dự luật chỉ nhằm đảm bảo minh bạch nguồn tài trợ của các tổ chức phi chính phủ. Trong khi đó, phe đối lập cáo buộc Đảng Giấc mơ Gruzia cầm quyền chịu ảnh hưởng từ Nga, xây dựng luật mới nhằm kiểm soát ảnh hưởng của phương Tây. Cảnh sát được cho là đã sử dụng vòi rồng và hơi cay để giải tán các cuộc biểu tình, đặc biệt là ở thủ đô Tbilisi.

## Bối cảnh
Vào tháng 1 năm 2021, Gruzia và Ukraina đang chuẩn bị nộp đơn xin gia nhập EU vào năm 2024 để gia nhập Liên minh châu Âu vào những năm 2030. Tuy nhiên, do Nga xâm lược Ukraina vào năm 2022, Ukraina, Gruzia và Moldova đã cùng nộp đơn xin gia nhập Liên minh châu Âu vào tháng 2 và tháng 3 năm 2022. Vào ngày 23 tháng 6 năm 2022, Hội đồng châu Âu đã trao cho Ukraina và Moldova tư cách là ứng cử viên gia nhập Liên minh châu Âu. Riêng Gruzia, hội đồng châu Âu đã trì hoãn việc trao tư cách ứng cử viên cho đến khi một số điều kiện nhất định được đáp ứng.
Ngày 9 tháng 6 năm 2022, Nghị viện châu Âu đã ban hành một nghị quyết dài sáu trang cáo buộc chính phủ Gruzia đàn áp tự do báo chí ở nước này, nghị quyết trên cũng đề nghị Liên minh châu Âu trừng phạt người sáng lập Đảng Giấc mơ Gruzia cầm quyền Bidzina Ivanishvili vì vai trò của ông ta trong việc làm suy thoái tiến trình chính trị ở Gruzia.

## Phản ứng trong nước và quốc tế

### Chính phủ Gruzia
- Tổng thống Gruzia Salome Zourabichvili ủng hộ những người biểu tình, khẳng định con đường hội nhập vào châu Âu phải được bảo vệ, đồng thời phủ quyết và bãi bỏ dự luật.[13]
- Bộ Nội vụ Gruzia: Yêu cầu người biểu tình giải tán, cảnh báo rằng cuộc biểu tình đã vượt ra ngoài khuôn khổ của một cuộc biểu tình ôn hòa và biến thành bạo lực, cảnh sát cũng buộc phải sử dụng vũ lực tương xứng để giữ gìn an ninh trật tự.

### Abkhazia
- Bộ trưởng Bộ Ngoại giao Abkhazia, Inal Ardzinba tuyên bố rằng Hoa Kỳ đang cố gắng thực hiện âm mưu đảo chính ở Gruzia nhằm gây bất ổn cho khu vực và phát động mặt trận thứ hai của Chiến tranh Nga-Ukraina ở Ngoại Kavkaz.[14]